# Alebroides jacobii
Alebroides jacobii är en insektsart som beskrevs av Irena Dworakowska 1997. Alebroides jacobii ingår i släktet Alebroides och familjen dvärgstritar. Inga underarter finns listade i Catalogue of Life.